# Samnium Concentus
La Corale "Samnium Concentus" è un coro polifonico ad organico femminile con sede a Campobasso diretto da Guido Messore.

## Attività
Il Coro Polifonico Femminile "Samnium Concentus", costituitosi in seno all'Associazione Polifonica Molisana, ha iniziato la sua attività nel 1989, dedicandosi ad un repertorio che va dalla polifonia rinascimentale alla produzione corale contemporanea. 
Con l'Associazione Polifonica Molisana organizza la Rassegna Polifonica Internazionale "Città di Campobasso". 
Il coro, unitamente all'Associazione cori del Molise (affiliata a Feniarco) organizza e partecipa ogni anno a corsi di aggiornamento per cori e per direttori di coro tenuti dai più importanti maestri in ambito nazionale ed internazionale: Seminario di vocalità corale tenuto dal maestro Walter Marzilli nel 2001 e 2002; il corso di aggiornamento per direttori di coro tenuto dal maestro Pier Paolo Scattolin nel 2004, 2005 e 2006; il corso di vocalità corale tenuto dal maestro Steve Woodbury nel 2006.

## Tournée
Di rilievo: partecipazione a concorsi nazionali ed internazionali: Vittorio Veneto 1990 e 1997; San Severo 1994 con l'assegnazione del Primo Premio; Arezzo 1995; Frascati 2001 con l'assegnazione del 2º premio al 3° Mondial Musical Mariano; Zagarolo 2004 con l'assegnazione del 3º premio ex aequo e del Premio speciale "Nuova Musica" per l'esecuzione del brano di autore italiano vivente ritenuto più interessante (A. Iafigliola: Invocazione) 
Partecipazione a rassegne corali nazionali ed internazionali: Argostoli (Cefalonia Grecia), Kranj (Slovenia), Roma, Bologna, Perugia, Volterra, Teramo, Foggia, Montevarchi, Sinalunga, Atri, ecc.

## Discografia
Ha inciso composizioni corali di Guido Messore e di Antonio Iafigliola: "Caleidoscopio", "Corali a Roma", X Rassegna Polifonica Nazionale "Città di Campobasso".